# Kereszty György
Bágyoni Kereszty György, születési nevén Krizsik György Ádám Mária (Budapest, 1885. február 15. – Budapest, 1936. december 3.) magyar vegyészmérnök, gyárigazgató.

## Élete
Kereszty Sándor (1840–1913) miniszteri osztálytanácsos és Losonczy Róza fiaként született. Középiskolai tanulmányait 1895 és 1903 között a Budapesti II. kerületi Állami Főreáliskolában végezte. Ezt követően a berlini és müncheni műegyetemeken tanult; vegyészmérnöki oklevelet szerzett. Az első világháborúban mint tartalékos főhadnagy teljesített frontszolgálatot.
Barátjával és egyetemi évfolyamtársával, Wolf Emillel közösen 1910-ben megalapította az Alka vegyészeti gyárat, melyhez indulótőkét szüleiktől, illetve Háry Ágoston földbirtokostól kaptak. A kapott alaptőkét 1910 augusztusában egyezmény aláírása után befizették a leendő vállalat bankjához, a Magyar Leszámítoló és Pénzváltó Bankhoz. 1910. szeptember 7-én a VI. Kerületi Elöljáróságtól megkapták a működési engedélyt. Az iparhatóság ezt szeptember 25-én megerősítette, és jog szerint ezen a napon kezdte meg működését a vállalkozás néhány munkással „Alka Vegyészeti gyár, dr. Kereszty, dr. Wolf vegyészmérnökök és társa” néven. 1911 végén Háry Ágoston belső konfliktusok miatt visszavonta tőkéjét, s ezzel a betéti társaság felbomlott. 1912. január 15-ig, a vállalat részvénytársasággá való átalakulásáig Kereszty Wolffal közösen közkereseti társaság formájában vezette az üzemet. Egykori vegytantanáruk révén kapcsolatba léptek Krausz Simon bankárral, a Magyar Bank és Kereskedelmi Részvénytársaság befolyásos igazgatósági tagjával, aki 250 000 forintot bocsátott az alapítók rendelkezésére. 1912. június végén a vállalat neve „Dr. Kereszty, dr. Wolf és Tsa Vegyészeti Gyár R.t.” lett. A vállalat új nevét 1913. november 21-én jegyezték be a cégbíróságon: „Chinoin Gyógyszer és Vegyészeti Termékek Gyára Részvénytársaság, dr. Kereszty és dr. Wolf’.
1921 szeptemberében lemondott ügyvezető igazgatói tisztéről egészségi állapotára való tekintettel. Miután megvált a Chinointól, vidéki birtokára költözött, ám kapcsolata a gyárral és Wolf Emillel nem szakadt meg. Kiterjedt ismeretségi körét és összeköttetéseit később is többször mozgósította a vállalat érdekében. 1933-ban tért vissza Budapestre. A gyárban távozása után részére fenntartott laboratóriumban kozmetikai kísérleteket folytatott és felfedezte a lúgkő nélküli pipereszappant.
Felesége Huber Gabriella (1897–1980) volt, Huber József és Löffler Janka lánya, akivel 1917. szeptember 9-én Budapesten, az Erzsébetvárosban kötött házasságot.